# Takeshi Mizuuchi
Takeshi Mizuuchi (Prefettura di Kanagawa, 19 novembre 1972) è un ex calciatore giapponese, di ruolo attaccante.